# Ossi Savolainen
Ossi Savolainen (ur. w 1956 w Imatrze) – fiński samorządowiec i działacz sportowy, od 2008 roku burmistrz regionu Uusimaa. Od 2014 roku pełni funkcję prezesa Fińskiego Związku Baseballowego. W latach 2005–2006 pełnił funkcję zastępcy burmistrza miasta Vantaa, a od 2006 do 2008 roku był burmistrzem Hyvinkää.

## Życiorys
W 1992 roku uzyskał tytuł magistra w zakresie ochrony zdrowia na uniwersytecie w Helsinkach. Pracował jako pielęgniarz w Imatrze i Helsinkach. Następnie pełnił funkcje dyrektora ds. operacji technicznych i dyrektora obszaru biznesowego opieki zdrowotnej w Heinola. Od 2002 roku był dyrektorem ds. socjalnych i zdrowia w Hyvinkää.
W 2010 roku został prezesem drużyny Tahko Hyvinkää. Od 2008 do 2012 roku był członkiem zarządu Fińskiego Związku Baseballowego, a w 2014 roku został wybrany jego prezesem. Jego kadencję przedłużano w 2018 oraz w 2020 roku.

### Kariera samorządowa
21 marca 2005 roku został wybrany zastępcą burmistrza miasta Vantaa ds. spraw społecznych i zdrowia. W maju 2006 roku Rada Miasta wybrała Savolainena burmistrzem miasta Hyvinkää, funkcje zaczął pełnić w październiku tego samego roku.
W 2008 roku został burmistrzem regionalnym w radzie regionu Uusimaa. Zastąpił na tej funkcji Aimo Lempinena. W 2013 roku został przewodniczącym Współpracy Subregionalnej Państw Morza Bałtyckiego (BSSSC), zastępując na tej funkcji Olgierda Geblewicza. Pozostał nim do 2016 roku.
Jest członkiem Komitetu Finansowego Konferencji Peryferyjnych Regionów Nadmorskich (CPMR), a także członkiem zarządu BSSSC jako reprezentant Finlandii.